# 李葆素
李葆素（1571年—1601年），號酉山，浙江杭州府钱塘县人，明朝政治人物。

## 生平
隆庆辛未十二月十六日生，万历二十二年（1594年）甲午科浙江乡试第二十五名举人，二十九年（1601年）辛丑科會試第一百二十二名，三甲一百二十二名進士，吏部觀政，未授官卒。

## 家族
曾祖李鵬。祖父李瑞衡，父李逢文。